# Ute Wild
Ute Wild, född den 14 juni 1965 i Zschopau i Tyskland, är en östtysk roddare.
Hon tog OS-guld i fyra utan styrman i samband med de olympiska roddtävlingarna 1988 i Seoul.